# Motor electric de curent continuu fără perii
Motorul de curent continuu fără perii (fără colector), în engleză Brushless DC electric motor, prescurtat BLDC motor, este un motor electric de curent continuu la care comutația căilor de curent necesară învărtirii rotorului se realizează electronic. Poate fi numit și motor de c.c. fără colector, fiindcă colectorul și periile colectoare formează împreună (la motorul cu perii) un dispozitiv complet de comutare electromecanică.

## Principiu de bază
Motorul fără colector și perii este un motor electric sincron alimentat în curent continuu, care funcționează cu ajutorul unui sistem electronic de comutație. Comutarea câmpurilor electromagnetice necesare rotirii rotorului este comandată și controlată prin intermediul unui circuit electronic microprocesor.

## Avantaje față de motorul cu colector
- Principalul avantaj este o comutare "fără scântei de perii", care reprezintă la motorul cu perii un factor de distorsiune a sistemului de alimentare de curent continuu prin reinjectarea de impulsuri parazite în sens invers. Impulsurile de tensiune parazite deranjează alți consumatori conectați la aceeași rețea.
- Durata de viață este sensibil mai mare în raport cu motorul cu colector, unde uzura periilor grafitice o limitează și generează periodic probleme de service (întreținere).
- Lipsa dispozitivului electromecanic, colector și perii, înlătură limitarea vitezei maxime dictată de încălzirea periilor colectoare existentă la motorul de c.c. clasic.

## Sesizarea poziției rotorului
Pentru perceperea poziției reale a rotorului aflat în mișcare și a numărului de rotații pe unitatea de timp (turație) se folosesc
diferite metode:
1. Senzori Hall
2. Senzori optici dispuși pe stator
3. Comutare nesenzorizată

## Comutarea nesenzorizată
Pentru comutarea nesenzorizată a sensului curentului se percepe poziția reală momentană a rotorului folosind contratensiunile induse în bobinele statorului, care sunt preluate de circuitul de comandă și control electronic (microprocesat) și prelucrate ca atare (valorificate). Totuși, pentru a putea fi folosite (amplitudinal) respectivele tensiuni, este necesar mai întâi ca rotorul să ajungă la o anumită turație și, de aceea, pornirea acestui tip de motoare (MCCFP = motoare de c.c. fără perii) cu comutare nesenzorizată se face fără control al poziției (plastic exprimat: "orbește"), la fel ca la motoarele sincrone clasice.